# دفاع هندی شاه
دفاع هندیِ شاه (King's Indian Defense) یکی از گشایش‌های بازی شطرنج است که با حرکت‌های 1. d4 Nf6 2. c4 g6 در شروع بازی آغاز می‌شود.
سه انتخاب اصلی برای حرکت سوم سفید Nc3 و Nf3 و g3 است و در صورت پاسخ d5 سیاه دفاع گرونفلد پدیدار می‌شود که یک شاخه گشایشی جداگانه است. در هندی شاه سیاه معمولاً بازی را با Bg7 و d6 پیگیری می‌کند. البته این تنها گرونفلد نیست که زیر شاخهٔ دفاع هندی شاه است. دفاع بنونی و گامبی بنکو نیز به نوعی زیر شاخهٔ هندی شاه محسوب می‌شوند. گاهی هندی شاه توسط سفید نیز بازی می‌شود که به هندی شاه معکوس یا گشایش کاتالان معروف است و می‌تواند از ترتیب حرکات گامبی وزیر پذیرفته نشده یا نیمزو هندی نیز پدید آید.
دفاع هندی شاه از گشایش‌های حاد و تندوتیز و پیچیده شطرنج است. قربانی فیل سفید رنگ مهرهٔ سیاه در h3 که از ویژگی‌های ذاتی هندی شاه است نیز سندی بر این موضوع است. سیاه باید برای ابتکار عمل بجنگند و در غیر این صورت می‌بازد. اکثر شاخه‌های هندی شاه تئوریک هستند که این نیز باعث می‌شود هندی شاه را یک گشایش تند و تیز بنامیم. در دفاع سیاه اجازه می‌دهد که مرکز به تصرف سفید درآید و سپس با سوارهای خود به آن فشار آورد که از ویژگی‌های اصلی و مهم گشایش‌های هندی مثل بوگو هندی، دفاع هندی وزیر و نیمزو هندی است. این دفاع از دهه ۱۹۳۰ و با بازی‌های سه بازیکن معروف اوکراینی آیزاک بولسلاوسکی، کنستانتین وپولسکی و دیوید برونشتین مورد توجه قرار گرفت و از گشایش‌های محبوب قهرمانان جهان گری کاسپاروف، بابی فیشر، میخائیل تال و تیگران پتروسیان بوده‌است. از علل اصلی محبوبیت هندی شاه این است که می‌توان از آن در برابر گشایش‌های زیادی مثل رتی، انگلیسی و … استفاده نمود.

## شاخه‌ها
شاخهٔ اصلی هندی شاه با 3.Nc3 Bg7 4.e4 d6 5.Nf3 0-0 6.Be2 e5 ادامه پیدا می‌کند که به واریانت کلاسیک هندی شاه مشهور است.
در کل هندی شاه را می‌توان به شش دسته تقسیم نمود:
واریانت هندی شاه کلاسیک
واریانت هندی شاه زمیش پیاده در f3
واریانت چهار پیاده
واریانت فیانچکتو
سیستم اورباخ
سایر واریانت‌ها

## واریانت کلاسیک
واریانت کلاسیک به به واریانت‌هایی اصلاق می‌شود که با ترتیب حرکات زیر آغاز می‌شوند:
1. d4 Nf6
2. c4 g6
3. Nf3 Bg7
4. e4 d6
5. Nc3 o_o
6. Be2 e5
که از حرکت ششم به بعد سفید می‌تواند با حرکاتی مانند d5 (سیستم پتروسیان) یا Be3 (سیستم گلیگوریچ) از شاخه اصلی دوری کند. اما اگر سفید قصد داشته باشد شاخه اصلی را ادامه دهد باید در حرکت هفتم قلعهٔ کوچک برود. بعد از قلعه رفتن سفید در کل سه شاخه برای سیاه موجود است: Nc6، Na6 و سایر گزینه‌ها. حرکت Nc6 ادامه اصلی است که نیاز به تئوری‌های سنگینی دارد. ادامهٔ Na6 نیز برای دوری از تئوری سنگین Nc6 ایجاد شده‌است. سایر گزینه‌ها که از اهمیت کمتری برخورد دار هستند و محبوبیت کمتری دارند زیرا فشار کافی به مرکز سفید وارد نمی‌کنند و به این دلیل کمتر توسط سیاه در مسابقات سطح بالا استفاده می‌شوند. این واریانت و به خصوص واریانتی که با Nc6 واریانت اصلی هندی شاه است.

## واریانت زمیش
در واریانت زمیش که بسیار محبوب و تهاجمی است و بعد از واریانت کلاسیک رتبه دوم را در اهمیت دارد، سفید به جای اسب در خانهٔ f3، پیاده را در خانهٔ مورد نظر قرار می‌دهد. فلسفهٔ پشت این حرکت ایجاد مرکزی قدرتمند است. اصلی‌ترین پاسخ سیاه به این حرکت مستحکم، حرکت !c5 است. این حرکت که می‌تواند نوعی قربانی و گامبی تلقی شود، مزایای زیادی دارد از جمله اینکه مسیر فیل بسیار قدرتمند و معروف g6 باز شده‌است و شاه سفید نیز در معرض هجوم مهره‌های سیاه است. ادامه‌های دیگری نیز مانند Nc6 که به واریانت پانو مشهور است برای سیاه موجود هستند اما از مقبولیت کمتری برخوردار هستند. البته این مقبولیت کمتر نشان دهندهٔ ارزش کمتر نیست و علتش محبوبیت بیشتر !c5 است.

## واریانت چهار پیاده
در این واریانت سفید پیاده اش را در f4 قرار می‌دهد و بدین ترتیب مرکزی گسترده ایجاد می‌نماید. البته حمله به این مرکز گسترده که برای سفید فضا به ارمغان آورده است، کار زیاد دشواری نیست. سیاه پاسخ‌های از قبیل c5 دارد. این شاخه در رقابت با شاخهٔ زمیش در کسب مرتبه دوم از نظر اهمیت است.

## واریانت فیاچکتو
در این واریانت سفید اقدام به فیانچکتو نمودن فیل جناح شاهش می‌نماید. این شاخه می‌تواند از ترتیب حرکات گشایش رتی نیز پدید آید. سیاه می‌توان با مقدمه سازی برای حرکت e5 (غالباً به صورت Nd7)، و سپس انجام e5 و تعویض پیاده e5 با پیاده d4 ادامه دهد. برخلاف واریانت کلاسیک که هدف سیاه یورش پیاده ای در جناح شاه است، در سیستم فیانگتو طوفان پیاده ای در جناح وزیر با حرکات a6، c6 و b5 توسط سیاه پیگیری می‌شود.

## واریانت آورباخ
در سیستم اورباخ سفید فیلش را در خانهٔ g5 جای می‌دهد و به این ترتیب مانع انجام فوری e5 سیاه می‌شود. پاسخ سیاه به این سیستم می‌تواند c5 یا e5 باشد. این شاخه برای سفید شاخه ای محکم تلقی می‌شود. البته e5 فوری، غالباً باعث شکست سیاه می‌شود و سیاه باید حرکت e5 را از طریق Na6 آماده کند.

## واریانت‌های دیگر
این واریانت‌ها با هدف غافل گیر کردن حریف یا دوری از تئوری ایجاد شده‌اند. این واریانت‌ها از اهمیت و مقبولیت کمتری نسبت به حرکات اصلی برخوردارند و فرعی تلقی می‌شوند. با این حال طرفین باید از طرح‌ها و حرکات احتمال حریف باخبر باشند تا دچار مشکل در ادارهٔ بازی نشوند. از واریانت‌های نسبتاً فرعی تر می‌توان به واریانت‌های اسمیسلوف، لندن در مقابل هندی شاه، سیستم هار h3 و سایر واریانت‌ها اشاره کرد